# Li Zemin
Li Zemin (chinesisch 李泽民; * 17. November 1934 in Cangxi, Provinz Sichuan) ist ein chinesischer Politiker der Kommunistischen Partei Chinas (KPCh), der unter anderem zwischen 1988 und 1998 Sekretär des Parteikomitees der Provinz Zhejiang sowie von 1993 bis 1998 auch Vorsitzender des Ständigen Ausschusses des Volkskongresses dieser Provinz war.

## Leben
Li Zemin, Angehöriger des Han-Volkes, trat 1950 in die Volksbefreiungsarmee ein und nahm 1952 am Koreakrieg teil. 1954 wurde er Mitglied der KPCh und absolvierte zwischen 1954 und 1956 ein Studium an der Militärschule des zur Militärregion Chengdu gehörenden Militärdistrikts Sichuan. Zugleich fungierte er von 1954 bis 1956 als Sekretär des Parteikomitees von Chengguan, einem bezirksfreien Stadt Lanzhou. 1956 begann er ein Studium an der Fakultät für Geschichte der Renmin-Universität China und unterrichtete nach dem Abschluss 1960 an dieser Universität. Zum Ende der Kulturrevolution war er zwischen 1973 und 1978 stellvertretender Direktor und Sekretär des Parteikomitees des  Lehr- und Forschungszentrums für Marxismus-Leninismus der Landwirtschaftlichen Hochschule in Shenyang. Im Anschluss fungierte er von 1983 bis 1985 zunächst als Sekretär des Parteikomitees der provinzunmittelbaren Stadt Shenyang sowie zwischen 1985 und 1986 als stellvertretender Sekretär des Provinzkomitees der KPCh der Provinz Liaoning und damit als Stellvertreter des Parteisekretärs der Provinz, Li Guixian. Danach war er als Nachfolger von Li Changchun zwischen Juni 1986 und seiner Ablösung durch Zhang Guoguang im Dezember 1988 Sekretär des Stadtkomitees der KPCh von Shenyang.
Auf dem Auf dem XIII. Parteitag der Kommunistischen Partei Chinas im November 1987 wurde er erstmals zum Mitglied des Zentralkomitees (ZK der KPCh) gewählt und gehörte diesem Führungsgremium nach seiner Wiederwahl auf dem XIV. Parteitag im Oktober 1992 zehn Jahre lang bis September 1997 an. Als Nachfolger von Xue Ju übernahm er im Dezember 1988 die Funktion als Sekretär des Parteikomitees der KPCh der Provinz Zhejiang und behielt diese bis September 1998, woraufhin Zhang Dejiang ihn ablöste. Gleichzeitig war er von 1988 bis 1998 auch Erster Sekretär des Parteikomitees des zur Militärregion Nanjing gehörenden Militärdistrikts Zhejiang. Zudem löste er im Januar 1993 Chen Anyu als Vorsitzender des Ständigen Ausschusses des Volkskongresses der Provinz Zhejiang ab und behielt dieses Amt bis zu seiner Ablösung durch Xi Jinping im Januar 2003. Ferner war er in der achten Legislaturperiode zwischen 1994 und 1998 Deputierter des Nationalen Volkskongresses.

## Weblink
- Li Zemin (chinavitae.com) (Memento vom 30. Juli 2016 im Internet Archive)